# Karang Manik
Karang Manik is een bestuurslaag in het regentschap Ogan Komering Ulu van de provincie Zuid-Sumatra, Indonesië. Karang Manik telt 2012 inwoners (volkstelling 2010).